# Неос Дромос
„Неос Дромос“ (на гръцки: Νέος Δρόμος, в превод нов път) е гръцки емигрантски комунистически вестник, издаван в Ташкент, СССР, през 1956 година.
Подготвян е от политическото ръководство на политическата емиграция от Гърция и разпространяван във всички нейни центрове. Страница е списвана на скопска литературна норма.